# Rhodafra bismarcki
Rhodafra bismarcki är en fjärilsart som beskrevs av Jordan 1926. Rhodafra bismarcki ingår i släktet Rhodafra och familjen svärmare. Inga underarter finns listade.